# Plestiodon colimensis
Plestiodon colimensis (колімський сцинк) — вид сцинкоподібних ящірок родини сцинкових (Scincidae). Ендемік Мексики.

## Поширення і екологія
Колімські сцинки відомі з кількох місцевостей, розташованих в штатах Коліма і Сіналоа на заході Мексики. Вони живуть серед опалого листя і в тріщинах серед скель в соснових і сосново-дубових лісах Західної Сьєрра-Мадре, зокрема на схилах вулкана Коліма і гір Сьєрра-де-Манантлан.